# Outlander (série de televisão)
Outlander é uma série de televisão de drama e romance britânica-americana baseada na série de livros de mesmo nome da escritora americana Diana Gabaldon. Desenvolvida por Ronald D. Moore, o programa estreou em 9 de agosto de 2014 no canal Starz. A série é produzida pela Sony Pictures Television com apoio da Left Bank Pictures. É protagonizada por Caitriona Balfe e Sam Heughan.
A primeira temporada da série de televisão é baseada no primeiro livro da série, Outlander (1991), e contém dezesseis episódios ao todo e dividido em duas parte. A segunda temporada de 13 episódios, baseada em Dragonfly in Amber (1992), foi ao ar de abril a julho de 2016. A terceira temporada de 13 episódios, baseada em Voyager (1994), foi ao ar de setembro a dezembro de 2017, enquanto a quarta temporada com também 13 episódios, baseada em Drums of Autumn (1997), foi exibida de novembro de 2018 a janeiro de 2019. A quinta temporada de 12 episódios, baseada em The Fiery Cross (2001), foi ao ar de fevereiro a maio de 2020. A série foi renovada para uma sexta temporada de 12 episódios, baseada em A Breath of Snow and Ashes (2005).
A produção foi  bem recebida pela crítica, e o piloto obteve uma média de 73% de aprovação no índice Metacritic. Em Portugal a série é transmitida pelo canal TVSéries, tendo estreado a 11 de janeiro de 2015. No Brasil, a série foi exibida pela Band de 4 de setembro a 29 de dezembro de 2023, substituindo a novela portuguesa Valor da Vida ás 22h30. Porém, teve a sua exibição interrompida devido ao fato de que a emissora não havia adquirido as outras temporadas, exibindo um comunicado aos telespectadores. A substituta, no caso a série Vikings, só estreou em 15 de janeiro de 2024. Foi reprisada pelo mesmo canal de 18 de novembro de 2024 a 14 de fevereiro de 2025, substituindo as reprises de Breaking Bad e sendo substituída por reprises de conteúdos dos canais da Newco Pay TV ás 4h.
Em 19 de janeiro de 2023, o canal Starz renovou Outlander para a oitava e última temporada.

## Sinopse
Após anos separados pela Segunda Guerra Mundial, Claire viaja com seu marido Frank Randall para a Escócia. Entretanto, os dois acabam separados após Claire ser misteriosamente transportada através do tempo e mandada para 1743. Presa em uma época onde os levantes jacobitas se iniciam, ela conhece o jovem guerreiro escocês Jamie Fraser e sua vida passa a correr riscos ao conhecer Jonathan Randall, antepassado de Frank e capitão inglês.

## Resumo
| Temporada | Temporada | Episódios | Episódios              | Originalmente exibido   | Originalmente exibido  |
| Temporada | Temporada | Episódios | Episódios              | Estreia da temporada    | Final da temporada     |
| --------- | --------- | --------- | ---------------------- | ----------------------- | ---------------------- |
|           | 1         | 16        | 8                      | 9 de agosto de 2014     | 27 de setembro de 2014 |
|           | 1         | 16        | 8                      | 4 de abril de 2015      | 30 de maio de 2015     |
|           | 2         | 13        | 13                     | 9 de abril de 2016      | 9 de julho de 2016     |
|           | 3         | 13        | 13                     | 10 de setembro de 2017  | 10 de dezembro de 2017 |
|           | 4         | 13        | 13                     | 4 de novembro de 2018   | 27 de janeiro de 2019  |
|           | 5         | 12        | 12                     | 16 de fevereiro de 2020 | 10 de maio de 2020     |
|           | 6         | 8         | 8                      | 6 de março de 2022      | 1 de maio de 2022      |
|           | 7         | 16        | 8                      | 16 de junho de 2023     | 11 de agosto de 2023   |
| 8         | 7         | 16        | 22 de novembro de 2024 | 8 de janeiro de 2025    |                        |

### 1ª temporada (2014-15)
Em 1945, a ex-enfermeira da Segunda Guerra Mundial, Claire Randall e seu marido Frank estão visitando Inverness, na Escócia. Ela e seu marido visitam o ponto turístico das pedras de Craigh na Dun, e mais tarde Claire acidentalmente é transportada pelas pedras até 1743. Ela encontra um grupo de escoceses das Terras Altas que são rebeldes do Clã MacKenzie, que estão sendo perseguidos por soldados britânicos liderados pelo capitão Jonathan "Black Jack" Randall, ancestral de Frank. Ela se casa com Jamie Fraser, por necessidade, mas eles rapidamente se apaixonam. O Clã suspeita que ela seja uma espiã e a mantém como curandeira, impedindo-a de tentar retornar ao seu próprio tempo. Sabendo que a causa jacobita está fadada ao fracasso, Claire tenta alertá-los contra a rebelião e enfrenta perigos que podem ameaçar a sua vida.

### 2ª temporada (2016)
Para impedir o massacre dos jacobitas, Claire e Jamie viajam para Paris a fim de impedir que o rei Luís XV da França forneça dinheiro para os escoceses. Jamie se torna o confidente do príncipe exilado Charles Stuart e Claire encara uma corte parisiense cheia de intrigas e conflitos. Além disso, o sádico Black Jack Randall reaparece na vida dos Frasers, e mesmo Jaime ansiando por vingança, Claire o convence a deixá-lo vivo para que possa garantir a existência de Frank no futuro. As tentativas dos Frasers de impedir a guerra entre os escoceses e ingleses são invalidas e quando é chegada a hora da batalha de Culloden, Claire se ver forçada a decidir se irá permanecer com Jamie ou atravessar as pedras e voltar para sua época.

### 3ª temporada (2017)
De volta à sua vida de 1948, Claire precisa lidar com as consequências de seu reaparecimento, principalmente no que diz respeito a seu casamento com Frank, que lhe aceitou de volta e decide adotar o bebê dela com Jaime. Após anos em um casamento perturbado, Claire se formar como cirurgiã e sofre a perda de Frank num acidente de carro, enquanto sua filha Brianna está na faculdade. Com a ajuda de Roger Wakefield, Claire encontra pistas sobre o destino de Jamie depois de Culloden e decide reencontrar o seu amado novamente. 

### 4ª temporada (2018-19)
Claire e Jamie tentam construir uma vida juntos no rústico e perigoso interior da Carolina do Norte. Eles reivindicam terras com o nome de Fraser's Ridge, que já é habitado pelos índios Cherokees, e os dois tentam conviver em harmonia com os nativos. Os Frasers também cruzam com o famoso pirata e contrabandista Stephen Bonnet que passa assombrar a paz da família Fraser. Enquanto isso, no século XX, as coisas são complicadas entre Brianna Randall, filha de Claire e Jamie, e Roger Wakefield, o historiador que ajudou Claire a procurar Jamie no passado. Mas quando Roger e Brianna buscam provas de que os pais de Brianna se reuniram no século XVIII, uma descoberta chocante faz com que ambos considerem seguir os passos de Claire.

### 5ª temporada (2020)
Os Frasers constroem uma vida próspera em Fraser's Ridge. Jamie deve encontrar uma maneira de defender tudo o que criou nos Estados Unidos e proteger aqueles que o procuram por liderança e proteção - enquanto esconde seu relacionamento pessoal com Murtagh Fitzgibbons, o homem que o governador William Tryon ordenou que ele perseguisse e mate. Finalmente, com sua família unida, Claire Fraser deve usar seu conhecimentos médicos modernos para ajudar as pessoas. No entanto, enquanto se concentra em proteger os outros, ela corre o risco de perder de vista o que significa se proteger. Enquanto isso, Brianna Fraser e Roger MacKenzie se unem, mas o fantasma de Stephen Bonnet ainda os assombra. Roger se esforça para encontrar seu lugar - assim como o respeito de Jamie - nesta época nova e perigosa. Os Frasers devem se unir, navegando pelos muitos perigos que prevêem - e aqueles que não podem.

### 6ª temporada (2022)
Claire e Jaime se esforçam para manter a paz e florescer dentro de uma sociedade que – como Claire sabe muito bem – está marchando involuntariamente em direção à Revolução Americana. Diante essa tarefa, Claire também tenta superar um evento traumático que lhe ocorreu na selvagem Carolina do Norte colonial, mas obviamente não consegue e sucumbe ao uso de éter para não enfrentar seus demônios. Sabendo exatamente qual será o desfecho da situação em que está presenciando, Jaime tenta se aliar a causa revolucionária em segredo para garantir o bem de Fraser's Ridge no futuro, que começa a receber novos moradores, entre eles um antigo colega prisioneiro de Ardsmuir, Tom Christie, que chega ao assentamento com seu filho Allan e sua filha Malva, que aparentemente é uma jovem meiga, gentil e curiosa que eventualmente se torna um problema para Claire.

### 7ª temporada (2023-25)
Claire é presa pelo assassinato de Malva, onde esta última dizia para todos no Fraser's Ridge de que estava grávida de Jaime. Ela é levada para ser julgada em Wilmington mas acaba sendo solta após Tom Christie ter confessado o crime, supreendendo a todos. Brianna dá à luz uma menina, mas Claire descobre que a recém-nascida tem sopro no coração e que ela precisa de atendimento médico moderno, fazendo Brianna e Rodger viajarem para o futuro. Vivendo na década de 80, os Mackenzies tentam dar uma vida melhor para os filhos, principalmente em meio aos preconceitos sofridos por Brianna, que lida com o machismo em seu ambiente de trabalho. William Ransom, filho de Jaime, vem para os Estados Unidos a fim de lutar com os soldados britânicos contra os revolucionários, fazendo Jaime temer por sua vida em segredo. Claire, Jamie e Jovem Ian decidem voltar para a Escócia, mas a viagem deles é adiada quando Jaime é convocado para lutar pela futura pátria americana na Batalha de Saratoga.

## Elenco

### Elenco principal
Os seguintes atores foram creditados nos títulos de abertura da série de televisão.
| Ator                  | Personagem                     | Temporada       | Temporada       | Temporada       | Temporada       | Temporada       | Temporada       | Temporada       |                 |
| Ator                  | Personagem                     | 1               | 1               | 2               | 3               | 4               | 5               | 6               |                 |
| Ator                  | Personagem                     | Parte 1         | Parte 2         | 2               | 3               | 4               | 5               | 6               |                 |
| --------------------- | ------------------------------ | --------------- | --------------- | --------------- | --------------- | --------------- | --------------- | --------------- | --------------- |
| Caitriona Balfe       | Claire Beauchamp               | Principal       | Principal       | Principal       | Principal       | Principal       | Principal       | Principal       |                 |
| Sam Heughan           | James "Jamie" Fraser           | Principal       | Principal       | Principal       | Principal       | Principal       | Principal       | Principal       |                 |
| Tobias Menzies        | Frank Randall                  | Principal       | Principal       | Principal       | Principal       | Principal       | Does not appear | Does not appear |                 |
| Tobias Menzies        | Jonathan "Black Jack" Randall  | Principal       | Principal       | Principal       | Principal       | Does not appear | Does not appear | Does not appear |                 |
| Graham McTavish       | Dougal MacKenzie               | Principal       | Principal       | Principal       | Does not appear | Does not appear | Does not appear | Does not appear |                 |
| Graham McTavish       | William "Buck" MacKenzie       | Does not appear | Does not appear | Does not appear | Does not appear | Does not appear | Principal       | Does not appear |                 |
| Duncan Lacroix        | Murtagh Fitzgibbons Fraser     | Principal       | Principal       | Principal       | Principal       | Principal       | Principal       | Does not appear |                 |
| Grant O'Rourke        | Rupert MacKenzie               | Principal       | Principal       | Principal       | Principal       | Does not appear | Does not appear | Does not appear |                 |
| Stephen Walters       | Angus Mhor                     | Principal       | Principal       | Principal       | Does not appear | Does not appear | Does not appear | Does not appear |                 |
| Gary Lewis            | Colum MacKenzie                | Principal       | Principal       | Principal       | Does not appear | Does not appear | Does not appear | Does not appear |                 |
| Lotte Verbeek         | Geillis Duncan/Gillian Edgars  | Principal       | Principal       | Principal       | Principal       | Does not appear | Does not appear | Does not appear | Does not appear |
| Bill Paterson         | Edward "Ned" Gowan             | Principal       | Principal       | Does not appear | Principal       | Does not appear | Does not appear | Does not appear |                 |
| Simon Callow          | Clarence Marylebone            | Does not appear | Principal       | Principal       | Does not appear | Does not appear | Does not appear | Does not appear |                 |
| Laura Donnelly        | Janet "Jenny" Fraser Murray    | Participação    | Principal       | Principal       | Principal       | Does not appear | Does not appear | Does not appear |                 |
| Douglas Henshall      | Taran MacQuarrie               | Does not appear | Principal       | Does not appear | Does not appear | Does not appear | Does not appear | Does not appear |                 |
| Steven Cree           | Ian Murray                     | Does not appear | Principal       | Principal       | Principal       | Principal       | Does not appear | Does not appear |                 |
| Stanley Weber         | O Conde de St. Germain         | Does not appear | Does not appear | Principal       | Does not appear | Does not appear | Does not appear | Does not appear |                 |
| Andrew Gower          | Príncipe Charles Edward Stuart | Does not appear | Does not appear | Principal       | Principal       | Does not appear | Does not appear | Does not appear |                 |
| Rosie Day             | Mary Hawkins                   | Does not appear | Does not appear | Principal       | Does not appear | Does not appear | Does not appear | Does not appear |                 |
| Dominique Pinon       | Master Raymond                 | Does not appear | Does not appear | Principal       | Does not appear | Does not appear | Does not appear | Does not appear |                 |
| Frances de la Tour    | Madre Hildegarde               | Does not appear | Does not appear | Principal       | Does not appear | Does not appear | Does not appear | Does not appear |                 |
| Nell Hudson           | Laoghaire MacKenzie            | Recorrente      | Recorrente      | Principal       | Principal       | Principal       | Does not appear | Does not appear |                 |
| Clive Russell         | Simon Fraser                   | Does not appear | Does not appear | Principal       | Does not appear | Does not appear | Does not appear | Does not appear |                 |
| Richard Rankin        | Roger Wakefield                | Participação    | Does not appear | Principal       | Principal       | Principal       | Principal       | Principal       |                 |
| Sophie Skelton        | Brianna Randall                | Does not appear | Does not appear | Principal       | Principal       | Principal       | Principal       | Principal       |                 |
| David Berry           | Lord John Grey                 | Does not appear | Does not appear | Participação    | Principal       | Principal       | Principal       | Principal       |                 |
| John Bell             | Ian "Jovem Ian" Fraser Murray  | Does not appear | Does not appear | Does not appear | Principal       | Principal       | Principal       | Principal       |                 |
| César Domboy          | Claudel "Fergus" Fraser        | Does not appear | Does not appear | Recorrente      | Principal       | Principal       | Principal       | Principal       |                 |
| Lauren Lyle           | Marsali MacKimmie Fraser       | Does not appear | Does not appear | Does not appear | Principal       | Principal       | Principal       | Principal       |                 |
| Richard Dillane       | Capitão Raines                 | Does not appear | Does not appear | Does not appear | Principal       | Does not appear | Does not appear | Does not appear |                 |
| Edward Speleers       | Stephen Bonnet                 | Does not appear | Does not appear | Does not appear | Does not appear | Principal       | Principal       | Does not appear |                 |
| Maria Doyle Kennedy   | Jocasta MacKenzie Cameron      | Does not appear | Does not appear | Does not appear | Does not appear | Principal       | Principal       | Principal       |                 |
| Colin McFarlane       | Ulysses                        | Does not appear | Does not appear | Does not appear | Does not appear | Principal       | Principal       | Does not appear |                 |
| Natalie Simpson       | Phaedre                        | Does not appear | Does not appear | Does not appear | Does not appear | Principal       | Does not appear | Does not appear |                 |
| Tantoo Cardinal       | Adawehi                        | Does not appear | Does not appear | Does not appear | Does not appear | Principal       | Does not appear | Does not appear |                 |
| Caitlin O'Ryan        | Lizzie Wemyss                  | Does not appear | Does not appear | Does not appear | Does not appear | Principal       | Principal       | Principal       |                 |
| Braeden Clarke        | Kaheroton                      | Does not appear | Does not appear | Does not appear | Does not appear | Principal       | Does not appear | Principal       |                 |
| Gregory Dominic Odjig | Satehoronies                   | Does not appear | Does not appear | Does not appear | Does not appear | Principal       | Does not appear | Principal       |                 |
| Billy Boyd            | Gerald Forbes                  | Does not appear | Does not appear | Does not appear | Does not appear | Principal       | Principal       | Does not appear |                 |
| Carmen Moore          | Wahkatiiosta                   | Does not appear | Does not appear | Does not appear | Does not appear | Principal       | Does not appear | Does not appear |                 |
| Tom Jackson           | Tehwahsehwkwe                  | Does not appear | Does not appear | Does not appear | Does not appear | Principal       | Does not appear | Principal       |                 |
| Yan Tual              | Padre Alexandre Ferigault      | Does not appear | Does not appear | Does not appear | Does not appear | Principal       | Does not appear | Does not appear |                 |
| Sera-Lys McArthur     | Johiehon                       | Does not appear | Does not appear | Does not appear | Does not appear | Principal       | Does not appear | Does not appear |                 |
| Chris Larkin          | Richard Brown                  | Does not appear | Does not appear | Does not appear | Does not appear | Does not appear | Does not appear | Does not appear |                 |
| Ned Dennehy           | Lionel Brown                   | Does not appear | Does not appear | Does not appear | Does not appear | Does not appear | Does not appear | Does not appear |                 |
| Mark Lewis Jones      | Tom Christie                   | Does not appear | Does not appear | Does not appear | Does not appear | Does not appear | Does not appear | Principal       |                 |
| Glen Gould            | Chefe Bird                     | Does not appear | Does not appear | Does not appear | Does not appear | Does not appear | Does not appear | Principal       |                 |
| Simon R. Baker        | Still Water                    | Does not appear | Does not appear | Does not appear | Does not appear | Does not appear | Does not appear | Principal       |                 |
| Gail Maurice          | Tsotehweh                      | Does not appear | Does not appear | Does not appear | Does not appear | Does not appear | Does not appear | Principal       |                 |

### Elenco recorrente
Os seguintes atores foram creditados em pelo menos três episódios dentro de uma temporada da série de televisão.
| Ator                       | Personagem                   | Temporada       | Temporada       | Temporada       | Temporada       | Temporada       | Temporada       | Temporada       |                 |
| Ator                       | Personagem                   | 1               | 1               | 2               | 3               | 4               | 5               | 6               |                 |
| Ator                       | Personagem                   | Part 1          | Part 2          | 2               | 3               | 4               | 5               | 6               |                 |
| -------------------------- | ---------------------------- | --------------- | --------------- | --------------- | --------------- | --------------- | --------------- | --------------- | --------------- |
| James Fleet                | Rev. Dr. Reginald Wakefield  | Recorrente      | Participação    | Participação    | Does not appear | Does not appear | Does not appear | Does not appear |                 |
| Tracey Wilkinson           | Mrs. Graham                  | Participação    | Participação    | Participação    | Does not appear | Does not appear | Does not appear | Does not appear |                 |
| Annette Badland            | Glenna Fitzgibbons           | Recorrente      | Participação    | Does not appear | Does not appear | Does not appear | Does not appear | Does not appear |                 |
| Liam Carney                | Old Alec                     | Participação    | Participação    | Does not appear | Does not appear | Does not appear | Does not appear | Does not appear |                 |
| Aislín McGuckin            | Letitia MacKenzie            | Recorrente      | Participação    | Does not appear | Does not appear | Does not appear | Does not appear | Does not appear |                 |
| Roderick Gilkison          | Hamish MacKenzie             | Recorrente      | Does not appear | Does not appear | Does not appear | Does not appear | Does not appear | Does not appear |                 |
| Daniel Kerr                | Tammas                       | Participação    | Participação    | Does not appear | Does not appear | Does not appear | Does not appear | Does not appear |                 |
| Lucy Hollis                | Jeanie Hume                  | Participação    | Participação    | Does not appear | Does not appear | Does not appear | Does not appear | Does not appear |                 |
| Finn Den Hertog            | Willie                       | Recorrente      | Recorrente      | Does not appear | Does not appear | Does not appear | Does not appear | Does not appear |                 |
| Jim Sweeney                | Andrew MacDonald             | Does not appear | Participação    | Recorrente      | Participação    | Does not appear | Does not appear | Does not appear |                 |
| Douglas Russell            | Lennox                       | Does not appear | Recorrente      | Does not appear | Does not appear | Does not appear | Does not appear | Does not appear |                 |
| Claire Sermonne            | Louise de Rohan              | Does not appear | Does not appear | Recorrente      | Does not appear | Does not appear | Does not appear | Does not appear |                 |
| Marc Duret                 | Joseph Paris Duverney        | Does not appear | Does not appear | Recorrente      | Does not appear | Does not appear | Does not appear | Does not appear |                 |
| Lionel Lingelser           | Rei Luís XV da França        | Does not appear | Does not appear | Recorrente      | Does not appear | Does not appear | Does not appear | Does not appear |                 |
| Laurence Dobiesz           | Alexander Randall            | Does not appear | Does not appear | Recorrente      | Does not appear | Does not appear | Does not appear | Does not appear | Does not appear |
| Michèle Belgrand           | Madame Elise                 | Does not appear | Does not appear | Recorrente      | Does not appear | Does not appear | Does not appear | Does not appear |                 |
| Adrienne-Marie Zitt        | Suzette                      | Does not appear | Does not appear | Recorrente      | Does not appear | Does not appear | Does not appear | Does not appear |                 |
| Robbie McIntosh            | Magnus                       | Does not appear | Does not appear | Recorrente      | Does not appear | Does not appear | Does not appear | Does not appear |                 |
| Marième Diouf              | Delphine                     | Does not appear | Does not appear | Recorrente      | Does not appear | Does not appear | Does not appear | Does not appear |                 |
| Niall Greig Fulton         | Monsieur Forez               | Does not appear | Does not appear | Recorrente      | Does not appear | Does not appear | Does not appear | Does not appear |                 |
| Scott Kyle                 | Ross                         | Does not appear | Does not appear | Recorrente      | Does not appear | Does not appear | Does not appear | Does not appear |                 |
| Gregor Firth               | Kincaid                      | Does not appear | Does not appear | Recorrente      | Does not appear | Does not appear | Does not appear | Does not appear |                 |
| Julian Wadham              | Lord General George Murray   | Does not appear | Does not appear | Recorrente      | Participação    | Does not appear | Does not appear | Does not appear |                 |
| Gerard Horan               | Contramestre John O'Sullivan | Does not appear | Does not appear | Recorrente      | Participação    | Does not appear | Does not appear | Does not appear |                 |
| Iona Claire                | Fiona Graham                 | Does not appear | Does not appear | Participação    | Participação    | Recurring       | Does not appear | Does not appear |                 |
| Wil Johnson                | Dr. Joe Abernathy            | Does not appear | Does not appear | Does not appear | Recorrente      | Does not appear | Participação    | Does not appear |                 |
| Keith Fleming              | Lesley                       | Does not appear | Does not appear | Does not appear | Recorrente      | Participação    | Does not appear | Participação    |                 |
| James Allenby-Kirk         | Hayes                        | Does not appear | Does not appear | Does not appear | Recorrente      | Participação    | Does not appear | Participação    |                 |
| Gary Young                 | Yi Tien Cho/Sr. Willoughby   | Does not appear | Does not appear | Does not appear | Recorrente      | Does not appear | Does not appear | Does not appear |                 |
| Mark Hadfield              | Archibald Campbell           | Does not appear | Does not appear | Does not appear | Recorrente      | Does not appear | Does not appear | Does not appear |                 |
| Alison Pargeter            | Margaret Campbell            | Does not appear | Does not appear | Does not appear | Recorrente      | Does not appear | Does not appear | Does not appear |                 |
| Charlie Hiett              | Capitão Thomas Leonard       | Does not appear | Does not appear | Does not appear | Recorrente      | Does not appear | Does not appear | Does not appear |                 |
| Russell Crous              | Second Mate Baxley           | Does not appear | Does not appear | Does not appear | Recorrente      | Does not appear | Does not appear | Does not appear |                 |
| Nic Rasenti                | Hogan                        | Does not appear | Does not appear | Does not appear | Recorrente      | Does not appear | Does not appear | Does not appear |                 |
| Cameron Robertson          | Manzetti                     | Does not appear | Does not appear | Does not appear | Recorrente      | Does not appear | Does not appear | Does not appear |                 |
| Tim Downie                 | Governador William Tryon     | Does not appear | Does not appear | Does not appear | Does not appear | Recorrente      | Recorrente      | Recorrente      |                 |
| Grant Stott                | Capitão Freeman              | Does not appear | Does not appear | Does not appear | Does not appear | Recorrente      | Does not appear | Does not appear |                 |
| Leon Herbert               | Eutroclus                    | Does not appear | Does not appear | Does not appear | Does not appear | Recorrente      | Does not appear | Does not appear |                 |
| Kyle Rees                  | John Quincy Myers            | Does not appear | Does not appear | Does not appear | Does not appear | Recorrente      | Recorrente      | Participação    |                 |
| Martin Donaghy             | Bryan Cranna                 | Does not appear | Does not appear | Does not appear | Does not appear | Recorrente      | Participação    | Does not appear |                 |
| Sarah Collier              | Murdina Bug                  | Does not appear | Does not appear | Does not appear | Does not appear | Does not appear | Recorrente      | Recorrente      |                 |
| Hugh Ross                  | Arch Bug                     | Does not appear | Does not appear | Does not appear | Does not appear | Does not appear | Recorrente      | Recorrente      |                 |
| Paul Gorman                | Josiah Beardsley             | Does not appear | Does not appear | Does not appear | Does not appear | Does not appear | Recorrente      | Recorrente      |                 |
| Paul Gorman                | Keziah Beardsley             | Does not appear | Does not appear | Does not appear | Does not appear | Does not appear | Recorrente      | Recorrente      |                 |
| Jon Tarcy                  | Isaiah Morton                | Does not appear | Does not appear | Does not appear | Does not appear | Does not appear | Recorrente      | Does not appear |                 |
| Michael Xavier             | Tenente Hamilton Knox        | Does not appear | Does not appear | Does not appear | Does not appear | Does not appear | Recorrente      | Does not appear |                 |
| Paul Donnelly              | Ronnie Sinclair              | Does not appear | Does not appear | Does not appear | Does not appear | Does not appear | Recorrente      | Recorrente      |                 |
| Robin Scott                | Germain Fraser               | Does not appear | Does not appear | Does not appear | Does not appear | Does not appear | Recorrente      | Recorrente      |                 |
| Alastair Findlay           | Duncan Innes                 | Does not appear | Does not appear | Does not appear | Does not appear | Does not appear | Recorrente      | Participação    |                 |
| Gary Lamont                | Evan Lindsay                 | Does not appear | Does not appear | Does not appear | Does not appear | Does not appear | Recorrente      | Recorrente      |                 |
| Jack Tarlton               | Kenny Lindsay                | Does not appear | Does not appear | Does not appear | Does not appear | Does not appear | Recorrente      | Participação    |                 |
| Gilly Gilchrist            | Geordie Chisholm             | Does not appear | Does not appear | Does not appear | Does not appear | Does not appear | Recorrente      | Participação    |                 |
| Reno Cole                  | Hugh Findlay                 | Does not appear | Does not appear | Does not appear | Does not appear | Does not appear | Recorrente      | Does not appear |                 |
| Francesco Piacentini-Smith | Iain Og Findlay              | Does not appear | Does not appear | Does not appear | Does not appear | Does not appear | Recorrente      | Does not appear |                 |
| Andrew e Matthew Adair     | Jeremiah "Jemmy" MacKenzie   | Does not appear | Does not appear | Does not appear | Does not appear | Does not appear | Recorrente      | Recorrente      |                 |
| Jessica Reynolds           | Malva Christie               | Does not appear | Does not appear | Does not appear | Does not appear | Does not appear | Does not appear | Recorrente      |                 |
| Alexander Vlahos           | Allan Christie               | Does not appear | Does not appear | Does not appear | Does not appear | Does not appear | Does not appear | Recurring       |                 |
| Robin Laing                | Donald MacDonald             | Does not appear | Does not appear | Does not appear | Does not appear | Does not appear | Does not appear | Recurring       |                 |
| Joanne Thomson             | Amy McCallum                 | Does not appear | Does not appear | Does not appear | Does not appear | Does not appear | Does not appear | Recurring       |                 |
| Caleb Reynolds             | Aidan McCallum               | Does not appear | Does not appear | Does not appear | Does not appear | Does not appear | Does not appear | Recorrente      |                 |
| Antony Byrne               | Hiram Crombie                | Does not appear | Does not appear | Does not appear | Does not appear | Does not appear | Does not appear | Recorrente      |                 |
| Pauline Turner             | Sra. Crombie                 | Does not appear | Does not appear | Does not appear | Does not appear | Does not appear | Does not appear | Recorrente      |                 |
| Thérèse Bradley            | Mistress McGregor            | Does not appear | Does not appear | Does not appear | Does not appear | Does not appear | Does not appear | Recorrente      |                 |
| Malcolm Shield             | Sr. McGregor                 | Does not appear | Does not appear | Does not appear | Does not appear | Does not appear | Does not appear | Recorrente      |                 |
| Ryan Hunter                | Padraic MacNeill             | Does not appear | Does not appear | Does not appear | Does not appear | Does not appear | Does not appear | Recorrente      |                 |
| Euan Bennet                | Obadiah Henderson            | Does not appear | Does not appear | Does not appear | Does not appear | Does not appear | Does not appear | Recorrente      |                 |

## Produção

### Desenvolvimento

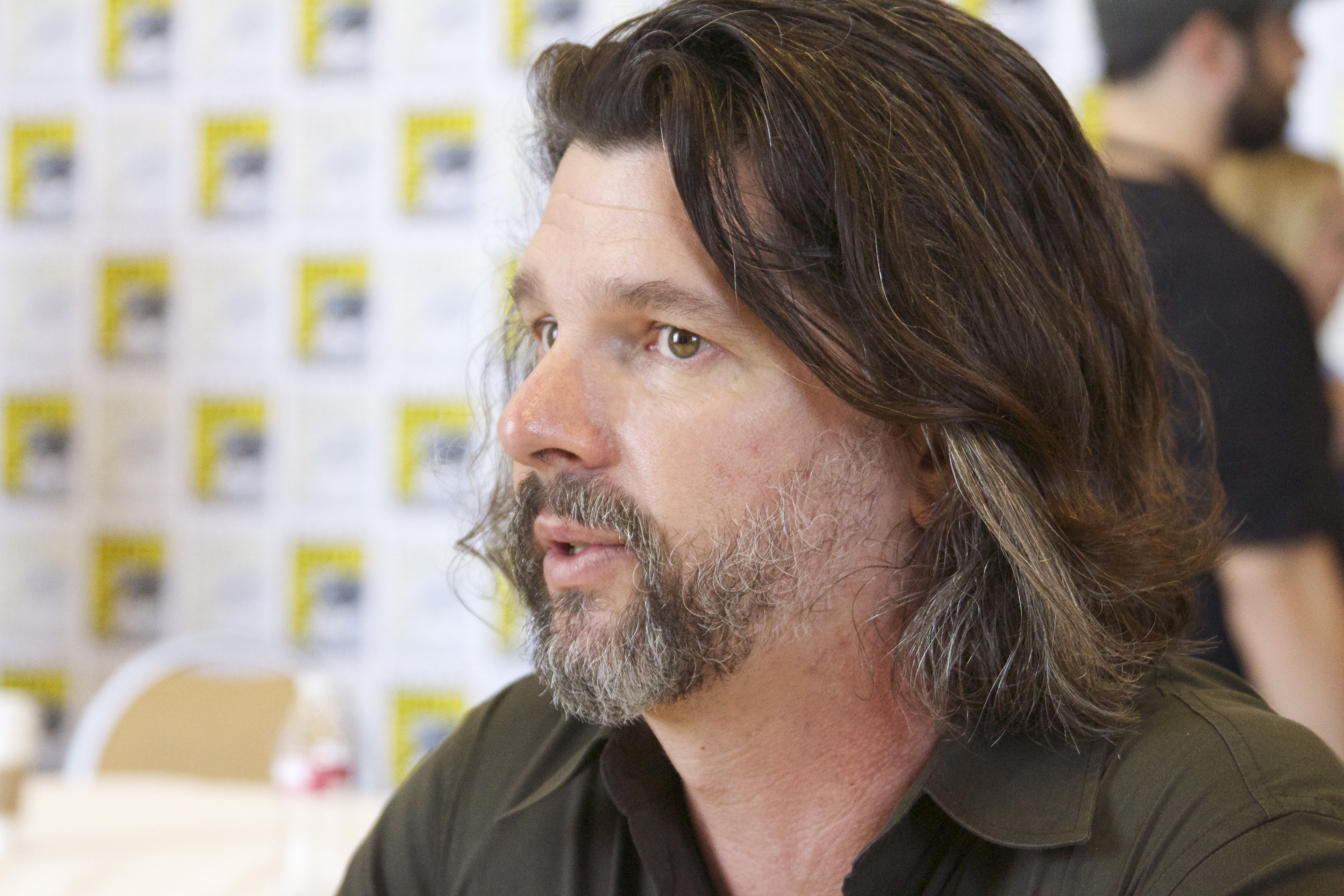
Ronald D. Moore, o criador e produtor executivo da série na San Diego Comic-Con, em 2013.

Em julho de 2012, foi relatado que a Sony Pictures Television havia garantido os direitos da série Outlander de Diana Gabaldon, com Ronald D. Moore escalado para desenvolver o projeto e Jim Kohlberg (da Story Mining and Supply Co.) produzir. A Sony concluiu o acordo com a emissora Starz em novembro de 2012  e Moore contratou uma equipe de roteiristas em abril de 2013. Em junho, a Starz encomendou o projeto Outlander com dezesseis episódios, e em agosto foi anunciado que John Dahl estaria dirigindo os dois primeiros episódios. O CEO da Starz, Chris Albrecht, disse mais tarde que havia destacado vários projetos de gênero, incluindo Outlander, para mudar o desenvolvimento de séries da emissora por causa de "públicos que estavam sendo mal atendidos", para "impulsionar uma base fervorosa de fãs que adorariam novos programas".
Chamando de "um tipo diferente de show que nunca tinha pensado", Albrecht acreditava que a combinação de fantasia, ação, um forte romance central de Outlander e um foco feminista o diferenciaria. Outra característica distintiva do show é o uso do gaélico escocês. Àdhamh Ó Broin é o consultor de idiomas  e Griogair Labhruidh cantou em gaélico na trilha sonora da segunda temporada.
Em 15 de agosto de 2014, depois do episódio piloto ir ao ar, a rede renovou a série para uma segunda temporada de pelo menos treze episódios, com base no segundo livro da série de Gabaldon, Dragonfly in Amber. Em 1 de junho de 2016, Starz renovou a série para uma terceira e quarta temporada, que adaptam os terceiro e quarto romances de Outlander, Voyager e Drums of Autumn.
Em 9 de maio de 2018, Starz renovou a série para uma quinta e sexta temporada, que adaptam The Fiery Cross e A Breath of Snow and Ashes, respectivamente, e cada temporada será composta por doze episódios.

### Roteiro

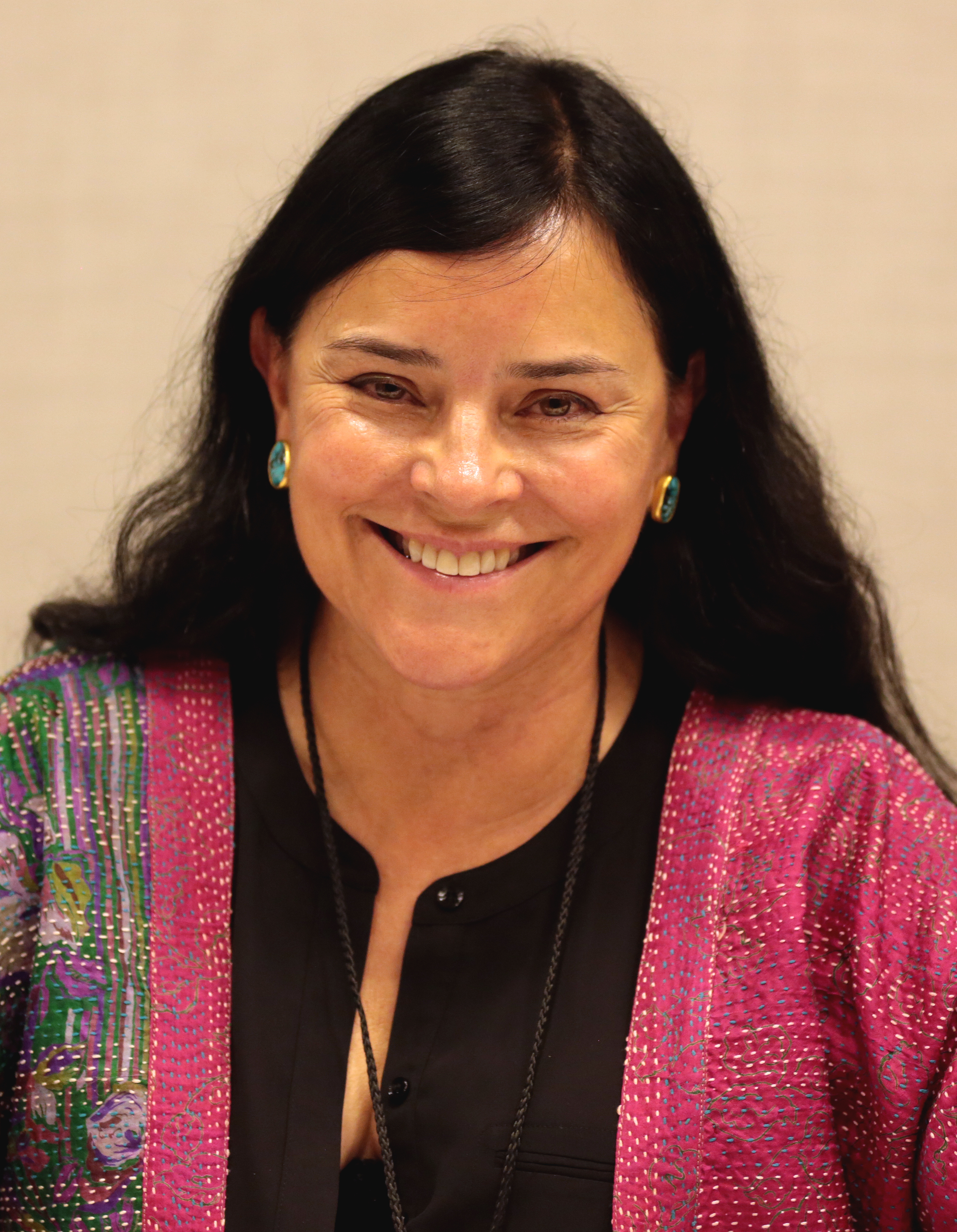
Diana Gabaldon, autora da série literária Outlander, também contribuiu para escrever alguns episódios da adaptação.

Moore disse sobre o piloto: "Muitas coisas que fizemos nos primeiros trinta a quarenta minutos que não estão no livro ou são compilações do que aconteceu no livro". Ele enfatizou que não queria apresentar a dimensão da viagem no tempo de uma maneira tradicional de ficção científica carregada de efeitos especiais. Descrevendo a adaptação da primeira temporada como "direta", ele explicou: "sempre ficava claro qual era a estrutura básica: Claire estava tentando chegar em casa, então ela conhece esse cara, agora ela está se apaixonando, agora ela tem um conflito, ela vai para casa. Você define de uma maneira muito linear". Sobre o tom mais sombrio do segundo semestre da temporada, ele disse: "o programa se torna mais complicado e a jornada emocional mais difícil".
Gabaldon foi contratada como consultora para a produção da TV. Quando perguntada em junho de 2015 sobre a adaptação da primeira temporada, ela disse: "Acho que eles a condensaram de maneira muito eficaz... acabei conseguindo sentir a maioria das coisas fortemente ao vê-la. Mas, havia alguns exemplos de coisas mais importantes na minha opinião que não entraram". Em março de 2015, ela disse sobre os roteiros da segunda temporada: "As coisas parisienses são muito boas e, na verdade, estou profundamente impressionada com os contornos que já vi... acho que eles fizeram um trabalho maravilhoso ao descobrir os elementos mais importantes da trama e organizá-los de maneira convincente". Gabaldon escreveu o roteiro do episódio "Vengeance is Mine".
De acordo com Moore, a escrita e a pré-produção para a quarta temporada começaram enquanto a terceira ainda estava em produção ativa. Gabaldon escreveu um episódio para a quinta temporada.

### Escolha do elenco
Em 9 de julho de 2013, foi anunciado que Sam Heughan havia sido escolhido para fazer Jamie Fraser, o protagonista masculino. Tobias Menzies foi o segundo ator escolhido, em 8 de agosto, para os papéis duplos de Frank e Jonathan Randall. Stephen Walters e Annette Badland foram anunciados nos papéis recorrentes de Angus Mhor e Sra. Fitzgibbons em 29 de agosto de 2013, com Graham McTavish e Gary Lewis anunciados como os irmãos MacKenzie em 4 de setembro. A protagonista da série Claire Beauchamp Randall seria interpretada pela atriz irlandesa Caitriona Balfe, conforme anunciado em 11 de setembro de 2013. A série mais tarde adicionou Lotte Verbeek como Geillis Duncan e Laura Donnelly como irmã de Jamie, Jenny, em outubro de 2013.
Em dezembro de 2013, Simon Callow foi escalado para o papel coadjuvante de Duque de Sandringham, e a Entertainment Weekly relatou em abril de 2014 que Steven Cree interpretaria Ian Murray. Bill Paterson foi escolhido ´para fazer o advogado Ned Gowan em junho de 2014. A escritora Gabaldon tem uma participação especial como Iona MacTavish no episódio de agosto de 2014 "The Gathering".  Em agosto de 2014, foi anunciado que Frazer Hines havia sido escalado para o cargo de diretor de prisão em um episódio ao ar em 2015. De 1966 a 1969, Hines interpretou o personagem de Doctor Who Jamie McCrimmon, que Gabaldon disse ter inspirado o cenário da série Outlander e o personagem de Jamie Fraser. Hines interpreta Sir Fletcher Gordon, um guarda da prisão, no episódio de maio de 2015 "Wentworth Prison".
Em junho de 2015, a série escalou Andrew Gower como o pretendente jacobita, príncipe Charles Edward Stuart; Robert Cavanah como primo escocês de Jamie, Jared, comerciante de vinhos e jacobita que vive em Paris; e Laurence Dobiesz como Alex Randall, irmão mais novo e mais gentil de Black Jack. Outro elenco adicionado para a segunda temporada inclui Romann Berrux como o ladrão de carteiras francês Fergus, Rosie Day como a filha de um barão, Mary Hawkins, Stanley Weber como Conde de St. Germain, Dominique Pinon como o curandeiro Mestre Raymond, Marc Duret como ministro das Finanças francês Joseph Duverney, Frances de la Tour como Madre Hildegarde, e Audrey Brisson como irmã Angelique. Em julho de 2015, Lionel Lingelser foi escalado como rei Luís XV da França. Moore revelou em junho de 2015 que Verbeek estaria retornando no papel de Geillis.  Richard Rankin foi escalado como Roger Wakefield em dezembro de 2015, enquanto Sophie Skelton foi escolhida para interpretar Brianna Randall, filha de Claire e Jamie, em janeiro de 2016.
Em agosto de 2016, a Starz anunciou que David Berry havia sido escolhido como Lorde John William Gray para a terceira temporada. Em setembro, Wil Johnson foi escalado como Joe Abernathy e John Bell como "Jovem Ian" Fraser Murray. Em outubro, César Domboy foi escalado para a versão adulta de Fergus, e Lauren Lyle como filha de Laoghaire, Marsali MacKimmie. Hannah James e Tanya Reynolds foram escaladas como irmãs Geneva e Isobel Dunsany em novembro de 2016.
Em outubro de 2017, dois papéis da quarta temporada foram anunciados. Maria Doyle Kennedy foi escalada como tia de Jamie, Jocasta, e Ed Speleers como Stephen Bonnet, um pirata e contrabandista irlandês. Colin McFarlane foi escolhido para fazer o mordomo escravo de Jocasta, Ulysses, e foi anunciado em janeiro de 2018. O povo Cherokee e Mohawk nas temporadas quatro e cinco foram retratados por membros das Primeiras Nações do Canadá que viajaram para a Escócia para as filmagens.

### Filmagens
A fotografia principal começou na Escócia em setembro de 2013. Os estúdios Cumbernauld foram usados para as filmagens no set, com sessões de locação ocorrendo no castelo Doune, Stirling; fábricas em East Linton, East Lothian; Newtonmore nas Terras Altas da Escócia; Floresta Rothiemurchus, Aviemore; pedreiras perto de Bathgate, West Lothian e Aberfoyle, e também do Palácio de Linlithgow, Loch Rannoch nas Highlands, e Malvinas e Culross em Fife. Tais ambientes atraíram um número substancial de turistas internacionais.
As filmagens para a segunda temporada começaram em abril de 2015, e foi ao ar na primavera de 2016. O cenário principal da temporada é Paris, Moore explicou que foi recriado usando outros locais. Alguns interiores foram filmados nos estúdios da Escócia, enquanto Praga foi usada nas cenas externas da rua e do Palácio de Versalhes. Além disso, alguns palácios no sul da Inglaterra, que possuem salas e arquitetura francesas, foram usados como interiores parisienses e parte de Versalhes. Moore observou que a segunda temporada de Outlander "parecerá completamente diferente da primeira temporada" com um "tipo mais rico e dinâmico de paleta visual". Com a mudança do cenário da Escócia para a França, ele disse que "visualmente você se mudou das pesadas madeiras e pedras da primeira temporada para o requinte dos apartamentos parisienses".
A produção da temporada começou em setembro de 2016 na Escócia e as filmagens ocorreram na Cidade do Cabo de março a junho de 2017. As filmagens foram concluídas em 16 de junho de 2017. Em agosto de 2017, Moore disse que, para a quarta temporada, os locais na Escócia serviram para ser a América do século XVIII, e algumas montanhas e rios da Carolina do Norte seriam recriados usando locais no Leste Europeu. A produção para a quarta temporada foi concluída na Escócia até 5 de julho de 2018.
A produção da quinta temporada, ambientada principalmente na Carolina do Norte, começou na Escócia em abril de 2019. Os locais incluem Kinloch Rannoch (para Craigh na Dun), a Igreja Batista Memorial Thomas Coats em Paisley, The Hermitage, Dunkeld em Perthshire e Milne Woods em Bridge of Allan. Grande parte das filmagens foi concluída no Wardpark Studios, em Glasgow.

### Música
As músicas da série são composta por Bear McCreary. A música-título é uma adaptação do poema de Robert Louis Stevenson Cante-me uma canção de um rapaz que se foi, com a música folclórica escocesa "The Skye Boat Song". Na primeira metade da segunda temporada, o segundo verso do tema de abertura é cantado em francês para refletir o cenário francês da temporada . Na segunda metade da terceira temporada, o segundo verso do tema de abertura tem música caribenha para refletir o cenário jamaicano da temporada. O tema de abertura da quarta temporada tem um som colonial americano.

## Recepção

### Crítica profissional
A primeira temporada marcou 73 de 100 no Metacritic com base em 34 críticas, que foram "geralmente favoráveis". O Rotten Tomatoes reportou uma classificação de 91% com uma classificação média de 7.92/10 baseada em 49 avaliações. O consenso do site diz: "Outlander é uma adaptação única e satisfatória de seu material de origem, revivida por um cenário exuberante e uma química poderosa entre seus protagonistas".
O Huffington Post chamou o primeiro episódio de "... Uma obra-prima de profundidade impressionante... é incrível!"  A Entertainment Weekly atribuiu à estreia uma classificação "A-", escrevendo que era "sexy e inteligente e emocionante". Matt Zoller Seitz, da revista New York, também elogiou a série, chamando-a de "desafiadoramente própria: parte de fantasia de romance, história de viagem de meio período e drama de época de guerra (ambientada em dois períodos de tempo)". Sonia Saraiya da The A.V. Club deu um "A" aos seis primeiros episódios, escrevendo que "faz para a Escócia em 1743 o que Downton Abbey faz para a Inglaterra em 1912" e acrescentando que "Outlander é bem-sucedido admiravelmente... ele se recusa a sentar-se confortavelmente em qualquer gênero".
A recepção britânica foi mais mista. Na primeira revisão do Reino Unido, Siobhan Synnot, do The Scotsman, disse que "não houve uma exibição tão orgulhosa de tartanalia desde a abertura dos Jogos da Commonwealth de 2014". Alastair McKay, do The Evening Standard, citou a comparação de Saraiya com a Downton Abbey, acrescentando "[A comparação] é totalmente correta. São sapateiros mágicos-místicos de cabeceira-camareira".  Euan Ferguson, do The Observer, chamou de "babaca deslumbrante"  e Thomas Batten, do The Guardian, declarou "Se você ama o cenário, as lealdades inconstantes e as intrigas do palácio de [Game of Thrones], mas se vê desejando que o ritmo seja um pouco mais lento e que as cenas de sexo sejam filmadas de uma maneira mais pretensiosa com muitas panelas lentas e iluminação mais suave, aqui está o seu programa." Graeme Virtue observou "o ritmo bastante lânguido dos episódios de abertura ", mas elogiou o "raro reconhecimento do programa pelo olhar feminino" no tratamento de cenas de sexo. O The Daily Telegraph também fez a comparação à Game of Thrones, enquanto o The Independent declarou "... sim, é uma fantasia de viagem no tempo, de realização de desejos, mas é feita com tanto talento e atenção aos detalhes que é impossível não pular a bordo para o passeio."
No Metacritic, a segunda temporada tem uma pontuação de 85 em 100, com base em 11 avaliações, indicando "aclamação universal". No Rotten Tomatoes, ele reporta uma classificação de 92% com uma classificação média de 7,97/10 com base em 25 avaliações. O consenso do site diz: "Outlander retorna para uma segunda temporada viciante de mistério e romance arrebatador, quando Claire e Jamie enfrentam Paris".
A terceira temporada tem uma pontuação no Metacritic de 87 em 100, com base em 6 avaliações, indicando "aclamação universal".  O Rotten Tomatoes reporta uma classificação de 93% com uma classificação média de 7,95/10 com base em 15 avaliações. O consenso do site diz: "A épica história de amor de Outlander retorna com a mesma narrativa forte e uma camada adicional de maturidade". Com base em seis episódios para revisão, Liz Shannon Miller, da IndieWire, fez uma revisão no nível "A" e escreveu , "Este é um programa que cresceu e amadureceu desde a estreia inicial de maneiras que desafiaram nossas expectativas iniciais".
A quarta temporada tem uma pontuação de 71 em 100 no Metacritic, com base em 6 revisões, indicando "revisões geralmente favoráveis". O Rotten Tomatoes reporta uma classificação de 88% com uma classificação média de 7.01 / 10 com base em 11 avaliações. O consenso do site diz: "O romance épico de Outlander se instala em uma violenta quarta temporada, plantando sua bandeira na fronteira americana enquanto adota temas mais sombrios".
A quinta temporada tem uma pontuação no Metacritic de 73 em 100, com base em 4 revisões, indicando "revisões geralmente favoráveis". O Rotten Tomatoes reporta uma classificação de 95% com uma classificação média de 7,53/10 com base em 5 avaliações.

## Audiência
O gráfico a seguir indica o número de telespectadores da exibição nos Estados Unidos:
| Temporada | Temporada | Ep. 1 | Ep. 2 | Ep. 3 | Ep. 4 | Ep. 5 | Ep. 6 | Ep. 7 | Ep. 8 | Ep. 9 | Ep. 10 | Ep. 11 | Ep. 12 | Ep. 13 | Ep. 14 | Ep. 15 | Ep. 16 | Audiência |
| --------- | --------- | ----- | ----- | ----- | ----- | ----- | ----- | ----- | ----- | ----- | ------ | ------ | ------ | ------ | ------ | ------ | ------ | --------- |
|           | 1         | 0.72  | 0.90  | 1.00  | 0.84  | 0.95  | 1.10  | 1.23  | 1.42  | 1.22  | 0.86   | 1.09   | 1.11   | 1.05   | 1.08   | 1.01   | 0.98   | 1.04      |
|           | 2         | 1.46  | 1.24  | 1.21  | 1.17  | 1.13  | 1.03  | 1.10  | 1.06  | 0.94  | 0.82   | 0.86   | 1.05   | 1.15   | N/A    | N/A    | N/A    | 1.09      |
|           | 3         | 1.49  | 1.40  | 1.55  | 1.59  | 1.60  | 1.72  | 1.52  | 1.64  | 1.49  | 1.23   | 1.40   | 1.51   | 1.43   | N/A    | N/A    | N/A    | 1.51      |
|           | 4         | 1.08  | 0.87  | 0.86  | 0.96  | 0.96  | 1.04  | 1.12  | 0.91  | 1.01  | 1.16   | 1.27   | 1.27   | 1.45   | N/A    | N/A    | N/A    | 1.07      |
|           | 5         | 0.82  | 0.79  | 0.77  | 0.76  | 0.73  | 0.82  | 0.81  | 0.78  | 0.84  | 0.85   | 0.87   | 0.86   | N/A    | N/A    | N/A    | N/A    | 0.81      |
|           | 6         | 0.64  | 0.56  | 0.58  | 0.48  | 0.49  | 0.53  | 0.47  | 0.44  | N/A   | N/A    | N/A    | N/A    | N/A    | N/A    | N/A    | N/A    | 0.52      |